# Улитка (приток Немонинки)
Улитка (устар. Шнееке, нем. Schnecke) — река в России, протекает по территории Славского района Калининградской области. Устье реки находится в 16 км от устья Немонинки по левому берегу. Длина реки — 15 км, площадь водосборного бассейна — 51,6 км².

## Данные водного реестра
По данным государственного водного реестра России относится к Балтийскому бассейновому округу, водохозяйственный участок реки — реки бассейна Балтийского моря в Калининградской области без рек Неман и Преголя. Относится к речному бассейну реки Неман и рекам бассейна Балтийского моря (российская часть в Калининградской области).
Код объекта в государственном водном реестре — 01010000312104300009681.

## Топографические карты
- Лист карты N-34-31 Русне. Масштаб: 1 : 100 000. Состояние местности на 1984 год. Издание 1987 г.
- Лист карты N-34-32 Советск. Масштаб: 1 : 100 000. Состояние местности на 1984 год. Издание 1987 г.